# Eudarcia lattakianum
Eudarcia lattakianum är en fjärilsart som beskrevs av Petersen 1968. Eudarcia lattakianum ingår i släktet Eudarcia och familjen äkta malar.
Artens utbredningsområde är Syrien. Inga underarter finns listade i Catalogue of Life.